# Oxysarcodexia jamesi
Oxysarcodexia jamesi är en tvåvingeart som beskrevs av Carroll William Dodge 1968. Oxysarcodexia jamesi ingår i släktet Oxysarcodexia och familjen köttflugor.
Artens utbredningsområde är Panama. Inga underarter finns listade i Catalogue of Life.